# Rincón de Pacheco

Rincón de Pacheco est une localité uruguayenne du département d'Artigas.

## Situation
La localité se situe dans le sud-est du département d'Artigas, à proximité du fleuve Cuareim (qui fait office de frontière avec le Brésil).

## Population
D'après le recensement de 2011, la localité compte 27 habitants.

## Source
- (es) Cet article est partiellement ou en totalité issu de l’article de Wikipédia en espagnol intitulé « Rincón de Pacheco » (voir la liste des auteurs).